# Frederik Godske de Cicignon
Frederik Godske de Cicignon (død 1815) var en dansk-norsk officer og kammerherre.
Han var søn af stiftamtmand Ulrik Frederik de Cicignon og Nicolaina Antoinette von Brüggemann og var den eneste søn blandt otte børn. Han var født mellem 1746 og 1759 og avancerede til kaptajn og kammerherre i den danske hær. Slægten Cicignon uddøde i Danmark-Norge med Frederik Godske de Cicignon.